# Diocesi di Jaboticabal
La diocesi di Jaboticabal (in latino: Dioecesis Iaboticaballensis) è una sede della Chiesa cattolica in Brasile suffraganea dell'arcidiocesi di Ribeirão Preto. Nel 2021 contava 381.000 battezzati su 505.800 abitanti. È retta dal vescovo Eduardo Pinheiro da Silva, S.D.B.

## Territorio
La diocesi comprende 20 comuni nella parte nord-occidentale dello stato brasiliano di San Paolo: Jaboticabal, Barrinha, Bebedouro, Cândido Rodrigues, Dobrada, Fernando Prestes, Guariba, Monte Alto, Monte Azul Paulista, Pirangi, Pitangueiras, Pradópolis, Santa Ernestina, Taiaçu, Taiúva, Taquaral, Taquaritinga, Terra Roxa, Viradouro e Vista Alegre do Alto.
Sede vescovile è la città di Jaboticabal, dove si trova la cattedrale di Nostra Signora del Carmine.
Il territorio si estende su una superficie di 5.175 km² ed è suddiviso in 43 parrocchie, raggruppate in 5 foranie: Nossa Senhora Aparecida (Viradouro), Nossa Senhora do Carmo (Jaboticabal), São João Batista (Bebedouro), São Sebastião (Taquaritinga) e Senhor Bom Jesus (Monte Alto).

## Storia
La diocesi è stata eretta il 25 gennaio 1929 con la bolla Sollicitudo omnium di papa Pio XI, ricavandone il territorio dalla diocesi di São Carlos do Pinhal (oggi diocesi di São Carlos). Originariamente era suffraganea dell'arcidiocesi di San Paolo.
Il 13 giugno 1957, con la lettera apostolica Quae in Ecclesia, papa Pio XII ha proclamato la Beata Maria Vergine del Monte Carmelo patrona principale della diocesi.
Il 19 aprile 1958 entrò a far parte della provincia ecclesiastica dell'arcidiocesi di Ribeirão Preto.
Il 14 aprile 1973 e il 9 febbraio 2000 ha ceduto porzioni del suo territorio a vantaggio dell'erezione rispettivamente delle diocesi di Barretos e di Catanduva.

## Cronotassi dei vescovi
Si omettono i periodi di sede vacante non superiori ai 2 anni o non storicamente accertati.
- Antônio Augusto de Assis † (31 luglio 1931 - 7 febbraio 1961 deceduto)
- José Varani † (7 febbraio 1961 succeduto - 7 giugno 1981 dimesso)
- Luiz Eugênio Perez † (7 giugno 1981 - 25 giugno 2003 ritirato)
- Antônio Fernando Brochini, C.S.S. † (25 giugno 2003 succeduto - 15 ottobre 2014 nominato vescovo di Itumbiara)
- Eduardo Pinheiro da Silva, S.D.B., dal 22 aprile 2015

## Statistiche
La diocesi nel 2021 su una popolazione di 505.800 persone contava 381.000 battezzati, corrispondenti al 75,3% del totale.
| anno | popolazione | popolazione | popolazione | presbiteri | presbiteri | presbiteri | presbiteri                | diaconi | religiosi | religiosi | parrocchie |
| anno | battezzati  | totale      | %           | numero     | secolari   | regolari   | battezzati per presbitero | diaconi | uomini    | donne     | parrocchie |
| ---- | ----------- | ----------- | ----------- | ---------- | ---------- | ---------- | ------------------------- | ------- | --------- | --------- | ---------- |
| 1950 | 250.000     | 285.000     | 87,7        | 27         | 9          | 18         | 9.259                     |         | 7         | 182       | 24         |
| 1966 | 300.000     | 350.000     | 85,7        | 42         | 27         | 15         | 7.142                     |         | 17        | 200       | 30         |
| 1970 | ?           | 418.377     | ?           | 45         | 29         | 16         | ?                         |         |           | 248       | 34         |
| 1976 | 250.000     | 295.000     | 84,7        | 32         | 20         | 12         | 7.812                     | 1       | 13        | 126       | 27         |
| 1980 | 249.000     | 291.000     | 85,6        | 30         | 21         | 9          | 8.300                     | 2       | 9         | 127       | 28         |
| 1990 | 311.000     | 356.000     | 87,4        | 38         | 32         | 6          | 8.184                     | 3       | 6         | 101       | 29         |
| 1999 | 450.000     | 500.000     | 90,0        | 50         | 39         | 11         | 9.000                     | 1       | 13        | 69        | 39         |
| 2000 | 404.000     | 449.000     | 90,0        | 49         | 39         | 10         | 8.244                     | 1       | 12        | 72        | 40         |
| 2001 | 400.000     | 435.000     | 92,0        | 53         | 45         | 8          | 7.547                     | 1       | 10        | 74        | 36         |
| 2002 | 400.000     | 435.000     | 92,0        | 52         | 45         | 7          | 7.692                     | 1       | 9         | 86        | 38         |
| 2003 | 400.000     | 435.000     | 92,0        | 54         | 45         | 9          | 7.407                     | 1       | 11        | 75        | 38         |
| 2004 | 320.000     | 435.854     | 73,4        | 49         | 41         | 8          | 6.530                     | 1       | 11        | 76        | 39         |
| 2006 | 327.000     | 446.000     | 73,3        | 58         | 51         | 7          | 5.637                     |         | 10        | 74        | 39         |
| 2013 | 366.000     | 486.000     | 75,3        | 66         | 56         | 10         | 5.545                     | 1       | 11        | 77        | 42         |
| 2016 | 375.000     | 498.000     | 75,3        | 62         | 58         | 4          | 6.048                     | 16      | 5         | 67        | 42         |
| 2019 | 384.000     | 510.000     | 75,3        | 60         | 57         | 3          | 6.400                     | 17      | 3         | 62        | 43         |
| 2021 | 381.000     | 505.800     | 75,3        | 60         | 58         | 2          | 6.350                     | 28      | 2         | 62        | 43         |